# Kossen (Jesewitz)
Kossen ist ein Ortsteil der sächsischen Gemeinde Jesewitz im Landkreis Nordsachsen.

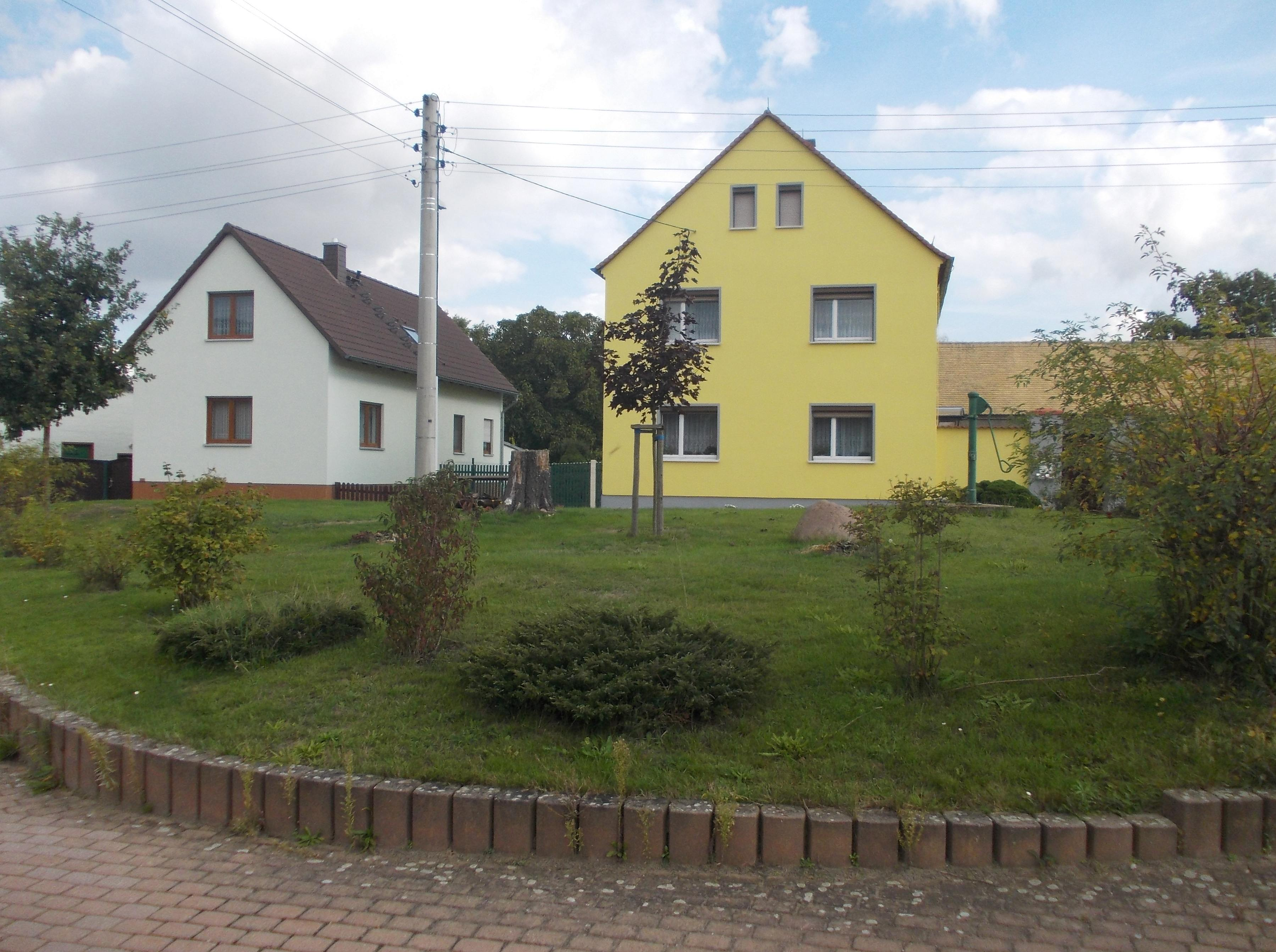
Ortsmitte

## Geographie
Der Ort ist rund 20 Kilometer östlich von Leipzig und etwa fünf Kilometer südlich von Eilenburg im Süden des Landkreises gelegen. Zirka neun Kilometer südöstlich von Kossen befindet sich die Große Kreisstadt Wurzen, die sich allerdings schon im Landkreis Leipzig befindet. Das Dorf liegt bei 135 m ü. NN am westlichen Talhang der Mulde, die in rund 1,5 Kilometern Entfernung östlich an Kossen vorbeifließt. Im Tal der Mulde befinden sich einige kleinere Bachläufe, wie beispielsweise der Lindelbach. Er mündet bei Groitzsch in die Mulde. Auf halbem Weg zwischen Mulde und Kossen befindet sich das Gemeindewasser, ein lang gestreckter Teich östlich des Dorfes. Das Muldental wird landwirtschaftlich genutzt, dementsprechend prägen Bauernhöfe das Ortsbild. Im westlichen Teil Kossens befindet sich der alte Gutshof.
Kossen liegt unmittelbar an der Bundesstraße 107, die Grimma (Landkreis Leipzig) mit Wurzen und Eilenburg verbindet. Bei Wurzen besteht Anbindung an die Bundesstraße 6, die südlich von Taucha eine Anschlussstelle mit der Bundesautobahn 14 (Dreieck Nossen/Magdeburg) hat. Von dort aus ist auch die direkte Weiterfahrt ins Leipziger Stadtzentrum möglich. Den öffentlichen Personennahverkehr bedient die Geißler-Reisen GbR mit der Buslinie 195 von Taucha nach Eilenburg. An der Bundesstraße 107 befindet sich eine Bushaltestelle.
Das Dorf wird nicht von einer eigenen Gemarkung umgeben, sondern befindet sich auf Groitzscher Gemarkung. Kossen erstreckt sich dabei über die Fluren Groitzsch 3 östlich der Bundesstraße und Groitzsch 4 westlich davon. Nördlich grenzen die Fluren Groitzsch 1 und Groitzsch 2 an, östlich und südlich benachbart ist die Gemarkung Püchau. Im Südwesten ist die zweite Pehritzscher Flur angrenzend, westlicher Nachbar von Kossen ist die Gemarkung Gotha.

## Geschichte
| Jahr        | Einwohner |
| ----------- | --------- |
| 1818        | 099       |
| 1880        | 120       |
| 1895        | 059       |
| 1910        | 107       |
| 1925        | 108       |
| 1933        | 084       |
| 1939        | 083       |
| 1946        | 154       |
| → Groitzsch |           |

Kossen fand seine erstmalige Erwähnung in den Jahren 1421 oder 1422 als Kossin. Später wurde rasch Kossen als Ortsname üblich, so ist dieser für das Jahr 1443 überliefert. Aber auch Kossin (1445/1447) oder Cossen (1449) waren in dieser Zeit gebräuchlich. Für das Jahr 1791 ist zudem die Namensvariante Coßen erwähnt.
Im 15. Jahrhundert ist ein Hof überliefert, wenig später erfolgte die Nennung eines Vorwerkes und 1741 wird schließlich ein Rittergut in Kossen erwähnt. Bis ins 18. Jahrhundert hinein unterstand Kossen der Verwaltung in Eilenburg. Mitte des 15. Jahrhunderts war das Dorf zur Pflege Eilenburg gehörig, hundert Jahre später wurde dann das Amt Eilenburg als übergeordnete Behörde angegeben. Gottfried von Ende hatte 1542 die Grundherrschaft über sechs besessene Mann inne, die in Kossen lebten. Später fiel der Ort an das Adelsgeschlecht von Lindenau, die auch das Rittergut Gotha besaßen. In dieser Zeit waren etwa Johann Friedrich von Lindenau, Wolf von Lindenau, Carl Heinrich August von Lindenau und Heinrich Gottlieb von Lindenau Besitzer des Kossener Gutshofes. Das Lindenauische Adelsgeschlecht übte 1747 die Grundherrschaft über fünf besessene Mann und sechs Häusler aus, die 2 1⁄2 Hufen Land bewirtschafteten. Nach dem Wiener Kongress wurde das Eilenburger Amtsgebiet an Preußen abgetreten. Im Jahr 1816 wurde Kossen damit dem Kreis Delitzsch in der preußischen Provinz Sachsen zugeordnet.
Im Jahr 1895 erstreckte sich um die Gutssiedlung Kossen eine 76 Hektar große Gutsblockflur, auf der die bäuerliche Bevölkerung des Ortes der Landwirtschaft nachging. Die Einwohnerzahl lag in diesem Jahr bei 59, vor fünfzehn Jahren waren es noch 120 gewesen. Bis 1925 stieg die Bevölkerungszahl wieder auf über 100 Menschen an, von 108 waren in diesem Jahr 91 evangelisch-uniert und 17 katholisch. Gepfarrt war das Dorf bereits im 19. Jahrhundert nach Püchau und gehört auch heute noch der dortigen Kirchgemeinde an.
In Folge des Zweiten Weltkrieges kam der Landkreis Delitzsch in die Sowjetische Besatzungszone und später in die 1949 gegründete DDR. Ein Jahr später endete die kommunale Eigenständigkeit Kossens mit der Eingliederung ins nördlich benachbarte Groitzsch zum 20. Juli 1950. Die seit 1816 bestehende Zugehörigkeit zu Delitzsch wurde bei der Gebietsreform 1952 wieder aufgehoben und Groitzsch mit Kossen dem Kreis Eilenburg im Bezirk Leipzig zugeordnet. Das bäuerliche Leben in Kossen wurde nun nach dem Prinzip der Landwirtschaft in der DDR ausgerichtet. Eine neuerliche Gebietsänderung ereignete sich am 1. Oktober 1972, als Groitzsch zusammen mit Kossen nach Gotha eingemeindet wurde.
Nach der Deutschen Wiedervereinigung kam das Eilenburger Kreisgebiet zum wiedergegründeten Freistaat Sachsen. Da die Gemeinde Gotha mit ihren etwa 280 Einwohnern zu klein war, um weiterhin eigenständig bleiben zu können, schloss sie sich mit Wirkung zum 1. März 1994 mit Liemehna, Pehritzsch und Jesewitz zur neuen Gemeinde Jesewitz zusammen. Auf Basis der Grenzen vor 1994 wurden innerhalb der Gemeinde vier Ortschaften gebildet. Kossen gehört damit zur Ortschaft Gotha und wird vom dortigen Ortschaftsrat vertreten. Die folgenden Gebietsreformen in Sachsen ordneten Jesewitz am 1. August 1994 wieder einem Landkreis Delitzsch und 2008 dem Landkreis Nordsachsen zu.
Die Ortslage Kossen befindet sich im Hochwassergefahrengebiet und ist häufig von Hochwasser betroffen, beispielsweise während des Muldehochwassers 2002 durch den Bruch eines nahe liegenden Deichs. Auch während der Flut im Juni 2013 wurde das Dorf überschwemmt.

## Persönlichkeiten
- Martin Frey (1872–1946), Pianist, Klavierpädagoge und Musikherausgeber